# FBX
FBX (Filmbox) — технология и формат файлов разработан Kaydara, в настоящее время принадлежит и продолжает разрабатываться компанией Autodesk. Используется для обеспечения совместимости различных программ трехмерной графики.
FBX — проприетарный недокументированный формат.

## История
FBX возник как замена формата FilmBox, программного обеспечения базирующейся в Монреале компании Kaydara (компания основана в 1993 году). FilmBox был разработан для захвата данных о движении объекта с регистрирующих движение устройств. До 1996 года форматом использовалось расширение (.FLM). Этот формат поддерживал только данные о движении, пользовательские параметры и список использованных для этого устройств. Эти данные были сериализованной версией библиотеки (двоичный дамп), содержащий память данных для чтения/записи. Потому как данные были записаны в данном формате, возникали проблемы в конечном счёте из-за поддержки устаревших файлов с предстоящими релизами FilmBox. Параллельно с этой проблемой возник вопрос, где требовалось пользователями от FilmBox для Kaydara реализация целевого характера в сцене с данными захвата движения, с учетом возможности визуализации данных в 3D-виде с отображением маркеров. Для того чтобы выполнить данную просьбу, у Kaydara было достаточно причин, чтобы развить и изменить исходный формат файла FilmBox.
Чтобы отделить себя от расширения имени файла FLM, Kaydara приняла решение использовать расширение файла «FBX» (сокращение от названия продукта FilmBox). FBX родился в 1996 году, с выходом FilmBox 1.5. Этот новый формат файла имел объектно-ориентированную модель, позволяющую хранение данных передвижения объекта, а также 2D и 3D данных, и поддерживал аудио и видео данные. Поддержка других программных пакетов началось с SoftImage 3D, Alias | Wavefront PowerAnimator, NewTek LightWave, Kinetix 3D Studio MAX и игрового движка Unity.
Filmbox был переименован в MotionBuilder с выпуском версии 4.0 в 2002 году. В 2003 году формат (.fbx) был добавлен в продукт компании Apple QuickTime Viewer. Компания Alias объявила о намерении приобрести Kaydara 8 августа 2004 года, и достигли соглашения в сентябре того же года. SDK был разработан в 2005 году для стандартизации формата и позволил другим разработчикам создавать свои плагины. 10 января 2006 года Alias был приобретён компанией Autodesk. Позже в том же году была добавлена поддержка свойств формата FBX.

## Ограничения
Компания Autodesk предоставляет C++ FBX SDK, с помощью которого можно считывать, записывать и конвертировать FBX файлы.
Формат FBX является собственностью компании, однако FBX Extensions SDK обеспечивает файл правами, которые позволяют читать и изменять его пользователю.
На данный момент существует две версии FBX SDK от Autodesk: для C++ и для Python. Blender имеет дополнение для импорта и экспорта FBX, написанное без использования FBX SDK. Также существует Java библиотека для загрузки и распаковки содержимого FBX файлов, разработанная OpenEndedGroup’s Field.
В состав FBX SDK входят настольные приложения, которые плохо поддерживаются для работы на сервере. В частности отсутствует возможность потоковой передачи данных. Но даже с этими недостатками FBX является популярным форматом из-за поддержки импорта/экспорта для 3D контента основанного на web, к примеру созданного с помощью инструмента такого как Clara.io

## Формат файла
FBX может храниться на диске в виде бинарных или ASCII данных, FBX SDK поддерживает оба формата.
Оба формата не задокументированы, однако формат ASCII имеет древовидную структуру с чёткими обозначениями идентификаторов.
В то время как бинарный формат не задокументирован, есть неофициальная спецификация, представленная Blender Foundation.
Существует также высокий уровень неофициальных спецификаций(в разработке), о том, как данные представлены в FBX (зависит от ASCII или двоичный формат), также опубликованные Blender Foundation.